# باران ارجمند
باران ارجمند (زاده ۱۳۸۸) ورزشکار نوجوان ایرانی و عضو تیم نوجوانان تنیس روی میز ایران است.
باران ارجمند برای شرکت در مسابقات قهرمانی نوجوانان جهان (۲۰۲۴) همراه با تیم ملی دختران ایران به سوئد سفر کرد. در این مسابقات، او در بخش انفرادی تا مرحله یک‌شانزدهم پیش رفت و در مرحله دوبل نیز تا یک‌هشتم نهایی در رقابت‌ها حضور داشت، اما در هر دو بخش از ادامه مسابقات بازماند.
در ۹ آذر ۱۴۰۳ پس از پایان رقابت‌ها ارجمند همراه با سایر اعضای تیم ملی به فرودگاه کپنهاگ رفت تا از آنجا به استانبول و سپس به ایران بازگردد. او در حالی که کارت پرواز خود را نیز دریافت کرده بود، به پلیس دانمارک مراجعه و درخواست کمک کرد. این اقدام باعث منتفی شدن بازگشت او به ایران شد.
علت تصمیم ارجمند هنوز مشخص نیست با این وجود، این اقدام غیرمنتظره نام او را به یکی از پرمباحثه‌ترین موضوعات فضای مجازی تبدیل کرده است.